# Fritzi Köhler-Geib
Friederike Norma „Fritzi“ Köhler-Geib (* 5. Februar 1978) ist eine deutsche Volkswirtin. Seit November 2024 ist sie Mitglied des Vorstands der Deutschen Bundesbank.

## Leben
Köhler-Geib schloss 2002 ein Studium der International Management an der HEC Paris, der University of Michigan und der Universität St. Gallen mit dem Master ab. Im selben Jahr erhielt sie das Lizenziat der Wirtschaftswissenschaften an der Universität St. Gallen. 2008 wurde sie im Bereich der Volkswirtschaftslehre an der Ludwig-Maximilians-Universität München und der Universität Pompeu Fabra zum Dr. oec. publ. promoviert.
2008 war Köhler-Geib als Forschungsberaterin in der Kapitalmarktabteilung des Internationalen Währungsfonds tätig. Von 2008 bis 2019 war sie für die Weltbank in Washington, D.C. tätig, zuletzt von 2017 bis 2019 als Chefvolkswirtin für Zentralamerika. Von 2019 bis 2024 war sie Chefvolkswirtin der KfW.
Am 27. September 2024 wurde Köhler-Geib auf Vorschlag des Landes Hessen (Kabinett Rhein II) vom Bundesrat als Mitglied des Vorstands der Bundesbank nominiert. Sie trat das Amt am 1. November 2024 an.

## Werke
- The Effect of Uncertainty on the Occurrence and Spread of Financial Crises. München 2008.